# Giải vô địch bóng rổ thế giới 2023 (Bảng P)
Bảng P là một trong bốn bảng đấu trong vòng phân hạng 17–32 của Giải vô địch bóng rổ thế giới 2023, diễn ra từ ngày 31 tháng 8 đến ngày 2 tháng 9 năm 2023, bao gồm 4 đội, 2 đội đứng cuối bảng G và 2 đội đứng đầu bảng H. Kết quả của giai đoạn vòng bảng cũng sẽ được tính vào bảng xếp hạng, các đội sẽ đối đầu với 2 đội của các bảng đấu khác. Tất cả các trận đấu của bảng diễn ra tại Nhà thi đấu Indonesia, Jakarta, Indonesia. Đội đầu bảng sẽ được phân vào các vị trí từ 17 đến 20, đội nhì bảng sẽ được phân vào các vị trí từ 21 đến 24, đội đứng thứ ba sẽ được phân vào các vị trí từ 25 đến 28, đội cuối bảng sẽ được phân vào các vị trí từ 29 đến 32.

## Các đội tuyển bị loại ở giai đoạn vòng bảng
| Bảng đấu | Thứ ba bảng | Cuối bảng |
| -------- | ----------- | --------- |
| G        | Bờ Biển Ngà | Iran      |
| H        | Pháp        | Liban     |

## Bảng xếp hạng
| VT | Đội         | ST | T | B | ĐT  | ĐB  | HS  | Đ |
| -- | ----------- | -- | - | - | --- | --- | --- | - |
| 1  | Pháp        | 5  | 3 | 2 | 405 | 394 | +11 | 8 |
| 2  | Liban       | 5  | 2 | 3 | 397 | 479 | −82 | 7 |
| 3  | Bờ Biển Ngà | 5  | 1 | 4 | 373 | 433 | −60 | 6 |
| 4  | Iran        | 5  | 0 | 5 | 321 | 419 | −98 | 5 |

## Các trận đấu
Tất cả các trận đấu được diễn ra theo (UTC+7).

### Bờ Biển Ngà vs Liban
| 31 tháng 8 năm 2023 16:45 | Chi tiết | Bờ Biển Ngà                                                 | 84–94 | Liban                                                         |  | Nhà thi đấu Indonesia, Jakarta Số khán giả: 5,033 Trọng tài: Juan Fernández (Argentina), Jenna Reneau (Hoa Kỳ), Gvidas Gedvilas (Litva) |
| 31 tháng 8 năm 2023 16:45 | Chi tiết | Điểm mỗi set: 20–32, 21–23, 25–18, 18–21                    |       |                                                               |  | Nhà thi đấu Indonesia, Jakarta Số khán giả: 5,033 Trọng tài: Juan Fernández (Argentina), Jenna Reneau (Hoa Kỳ), Gvidas Gedvilas (Litva) |
| 31 tháng 8 năm 2023 16:45 | Chi tiết | Điểm: Dally 21 Chụp bóng bật bảng: Tape 6 Hỗ trợ: Diabate 9 |       | Điểm: Saoud 29 Chụp bóng bật bảng: Spellman 6 Hỗ trợ: Saoud 8 |  | Nhà thi đấu Indonesia, Jakarta Số khán giả: 5,033 Trọng tài: Juan Fernández (Argentina), Jenna Reneau (Hoa Kỳ), Gvidas Gedvilas (Litva) |

### Pháp vs Iran
| 31 tháng 8 năm 2023 20.30 | Chi tiết | Pháp                                                          | 82–55 | Iran                                                                            |  | Nhà thi đấu Indonesia, Jakarta Số khán giả: 4,494 Trọng tài: Aleksandar Glišić (Serbia), Andrés Bartel (Uruguay), Yevgeniy Mikheyev (Kazakhstan) |
| 31 tháng 8 năm 2023 20.30 | Chi tiết | Điểm mỗi set: 9–12, 26–15, 19–9, 28–19                        |       |                                                                                 |  | Nhà thi đấu Indonesia, Jakarta Số khán giả: 4,494 Trọng tài: Aleksandar Glišić (Serbia), Andrés Bartel (Uruguay), Yevgeniy Mikheyev (Kazakhstan) |
| 31 tháng 8 năm 2023 20.30 | Chi tiết | Điểm: Okobo 13 Chụp bóng bật bảng: Gobert 9 Hỗ trợ: De Colo 7 |       | Điểm: Mirzaei, Yakhchali 11 Chụp bóng bật bảng: 3 cầu thủ 6 Hỗ trợ: Yakhchali 4 |  | Nhà thi đấu Indonesia, Jakarta Số khán giả: 4,494 Trọng tài: Aleksandar Glišić (Serbia), Andrés Bartel (Uruguay), Yevgeniy Mikheyev (Kazakhstan) |

### Iran vs Liban
| 2 tháng 9 năm 2023 20:30 | Chi tiết | Iran                                                             | 73–81 | Liban                                                            |  | Nhà thi đấu Indonesia, Jakarta Số khán giả: 5,869 Trọng tài: Roberto Vázquez (Puerto Rico), Johnny Batista (Puerto Rico), Yevgeniy Mikheyev (Kazakhstan) |
| 2 tháng 9 năm 2023 20:30 | Chi tiết | Điểm mỗi set: 13–20, 23–28, 13–14, 24–19                         |       |                                                                  |  | Nhà thi đấu Indonesia, Jakarta Số khán giả: 5,869 Trọng tài: Roberto Vázquez (Puerto Rico), Johnny Batista (Puerto Rico), Yevgeniy Mikheyev (Kazakhstan) |
| 2 tháng 9 năm 2023 20:30 | Chi tiết | Điểm: Amini 22 Chụp bóng bật bảng: Kazemi 11 Hỗ trợ: 3 cầu thủ 4 |       | Điểm: Arakji 21 Chụp bóng bật bảng: Spellman 11 Hỗ trợ: Arakji 7 |  | Nhà thi đấu Indonesia, Jakarta Số khán giả: 5,869 Trọng tài: Roberto Vázquez (Puerto Rico), Johnny Batista (Puerto Rico), Yevgeniy Mikheyev (Kazakhstan) |

### Bờ Biển Ngà vs Pháp
| 2 tháng 9 năm 2023 16:45 | Chi tiết | Bờ Biển Ngà                                                         | 77–87 | Pháp                                                                |  | Nhà thi đấu Indonesia, Jakarta Số khán giả: 9,404 Trọng tài: Andrés Bartel (Uruguay), Scott Beker (Úc), Urushima Daigo (Nhật Bản) |
| 2 tháng 9 năm 2023 16:45 | Chi tiết | Điểm mỗi set: 21–25, 20–15, 20–22, 16–25                            |       |                                                                     |  | Nhà thi đấu Indonesia, Jakarta Số khán giả: 9,404 Trọng tài: Andrés Bartel (Uruguay), Scott Beker (Úc), Urushima Daigo (Nhật Bản) |
| 2 tháng 9 năm 2023 16:45 | Chi tiết | Điểm: Zouzoua 18 Chụp bóng bật bảng: V. Fofana 7 Hỗ trợ: Diabate 11 |       | Điểm: Cordinier 19 Chụp bóng bật bảng: Gobert 8 Hỗ trợ: Francisco 7 |  | Nhà thi đấu Indonesia, Jakarta Số khán giả: 9,404 Trọng tài: Andrés Bartel (Uruguay), Scott Beker (Úc), Urushima Daigo (Nhật Bản) |